# Bola escióptica

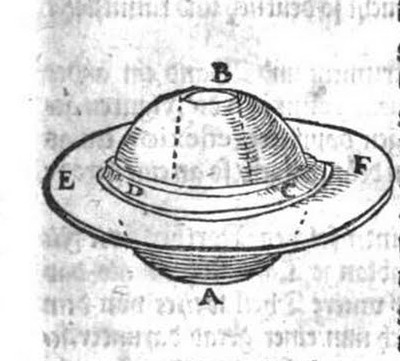
Ilustración de una scioptric ball de Daniel Schwenter (1636).

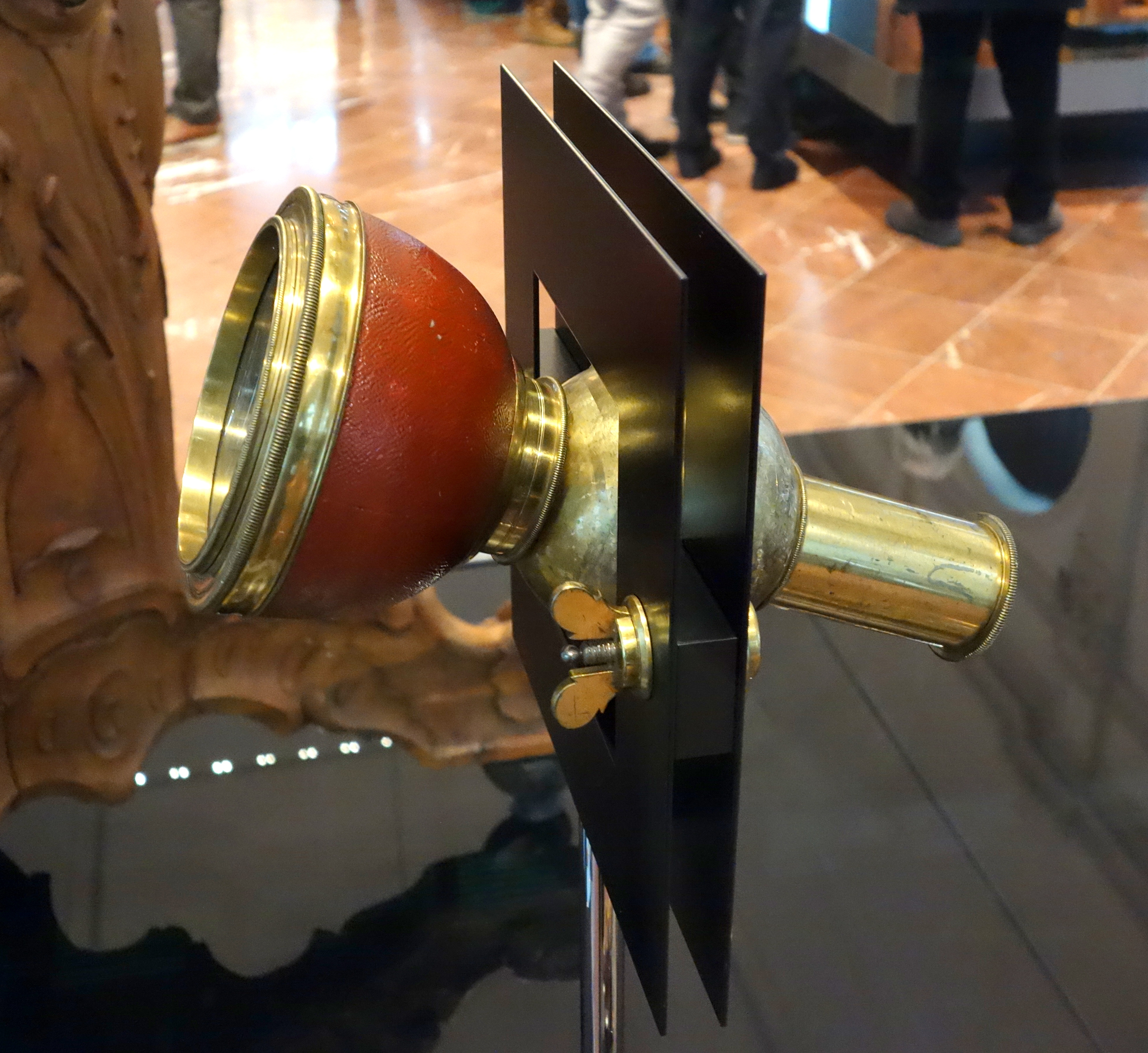
Lente orientable de 1741. Véase que la lente es exterior a la articulación de rótula (bola o esfera).

Una bola escióptica es un dispositivo óptico formado por una lente montada en una rótula alojada en un soporte. El conjunto esfera-lente puede girar dentro del soporte para orientarse en dirección al objeto a visualizar. Una expresión sinónima podría ser «lente orientable».
Este dispositivo puede adoptar formas muy diversas y ser construido en materiales distintos. El centro de giro es siempre el centro de la bola, esfera o rótula. La lente puede montarse en el interior de la rótula o en el exterior. Este sistema fue muy utilizado en cámaras oscuras y mencionado en obras especializadas. En el Museo del Cine-Colección Tomàs Mallol se exhibe un ejemplar de bola escióptica.

## Historia
El alemán de estudios orientales, matemático, inventor, poeta y bibliotecario Daniel Schwenter desarrolló la bola escióptica en 1636. En 1685, Johann Zahn ilustró una gran cámara oscura de taller para observaciones solares utilizando el telescopio y la bola escióptica.

## Usos
El uso tradicional de las lentes orientables fue en cámaras oscuras, permitiendo proyectar una imagen del exterior en el interior. Su capacidad de concentrar la luz exterior y transportarla al interior permitió funciones similares a las del prisma de cubierta, utilizado en barcos para iluminar recintos oscuros.

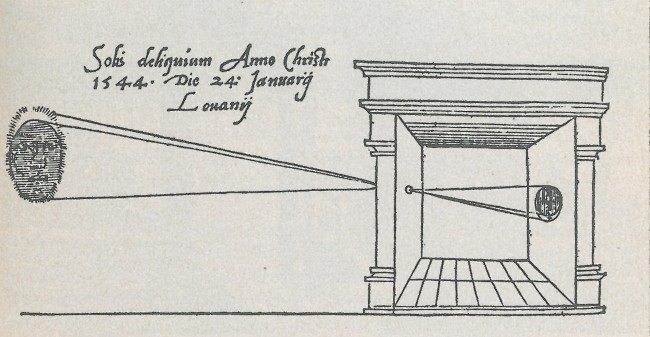
El dibujo más antiguo publicado de una cámara oscura, en la obra De Radio Astronomico et Geometrico de Gemma Frisius.
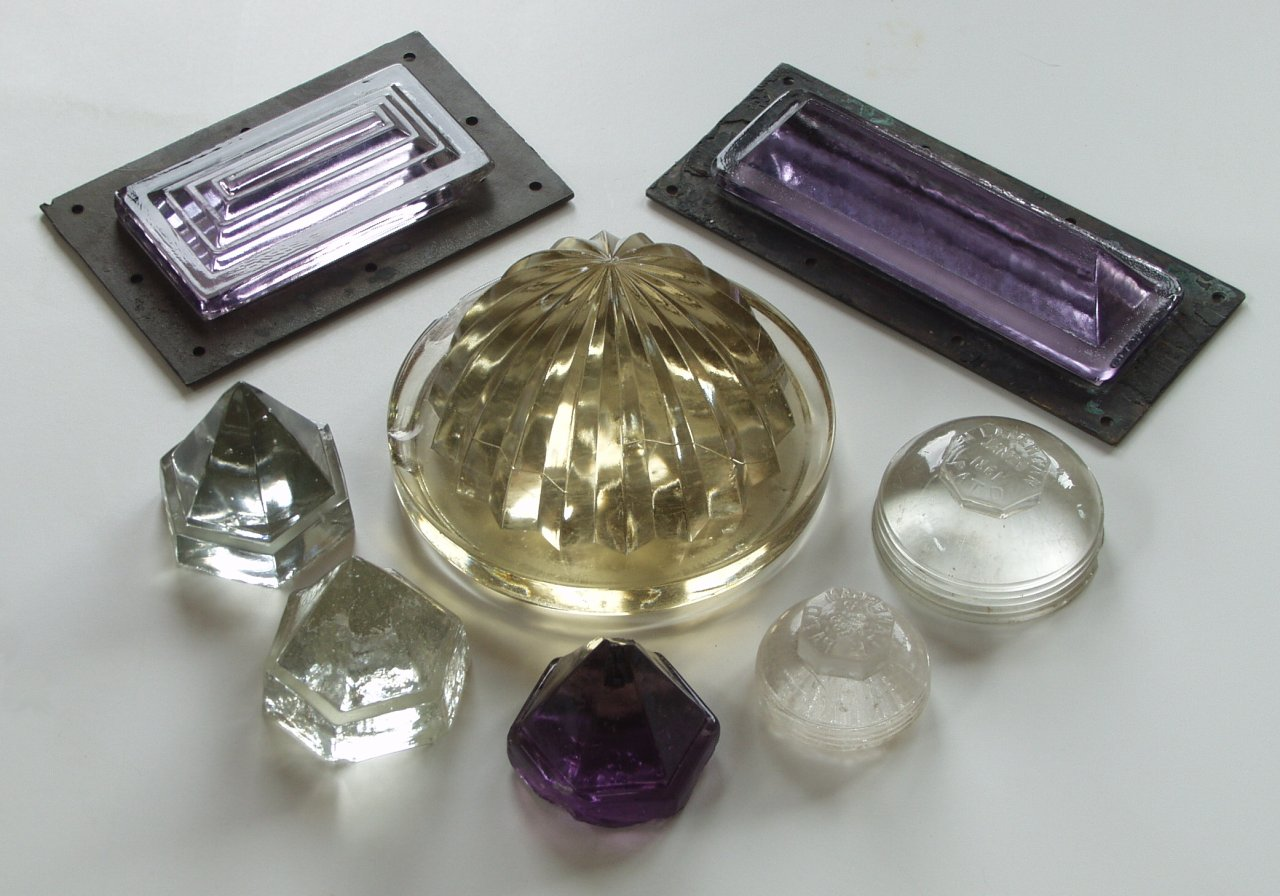
Varios prismas de cubierta de barco, especialmente indicados para coleccionismo. Originalmente eran transparentes o casi. Sus colores en realidad se deben a la degradación química del vidrio.